# Uvojiti receptori
Uvojiti receptori (engl. Frizzled) su familija G protein spregnutih proteina koji služe kao receptori u  signalnom putu i nekoliko drugih signalnih puteva. Aktivacija ovih receptora dovodi do aktivacije razbarušenih (engl. Dishevelled) proteina u citosolu.

## Distribucija po vrstama
Uvojiti receptori i geni koji ih kodiraju su bili identifikovani kod niza životinjskih vrsta, od sunđera do čoveka.

## Funkcija
Uvojiti receptori takođe učestvuju u rukovođenju ćelijskom polarnosti, embrionskim razvojom, formacijom neuronskih sinapsi, ćelijskom proliferacijom, i mnogim drugim razvojnim procesima i u odraslim organizmima. Mutacije u ljudskog uvojitog-4 receptora su bile povezane sa porodičnom eksudativnom vitreoretinopatijom, retkom bolesti koja utiče na retinu na pozadini oka, i staklastog tela, prozirne tečnosti unutar oka.

## Članovi grupe
Sledećih deset članova familije je poznato:
- FZD1
- FZD2
- FZD3
- FZD4
- FZD5
- FZD6
- FZD7
- FZD8
- FZD9
- FZD10

## Literatura
1. ↑  : 1IJY; Dann CE, Hsieh JC, Rattner A, Sharma D, Nathans J, Leahy DJ (2001). „Insights into Wnt binding and signalling from the structures of two Frizzled cysteine-rich domains”. Nature. 412 (6842): 86—90. PMID 11452312. doi:10.1038/35083601.
2. ↑  Malbon CC (2004). „Frizzleds: new members of the superfamily of G-protein-coupled receptors”. Front. Biosci. 9: 1048—58. PMID 14977528. doi:10.2741/1308.
3. ↑  Huang HC, Klein PS (2004). „The Frizzled family: receptors for multiple signal transduction pathways”. Genome Biol. 5 (7): 234. PMC 463283 . PMID 15239825. doi:10.1186/gb-2004-5-7-234.

## Dodatna literatura
- „Frizzled Receptors”. IUPHAR Database of Receptors and Ion Channels. International Union of Basic and Clinical Pharmacology. Архивирано из оригинала 03. 03. 2016. г.

## Spoljašnje veze
- Frizzled+receptors на 